# Línea 5 (autobuses urbanos de Granada)
La línea 5 es una línea regular de autobús urbano de la ciudad española de Granada. Es operada por la empresa Transportes Rober.
Realiza el recorrido comprendido entre Nueva Granada y la avenida Beethoven, a través del eje Camino de Ronda. Tiene una frecuencia media de 13 a 28 minutos, siendo la línea principal que menos frecuencias tiene, ya que la línea solo cuenta con 4 autobuses.

## Recorrido
La línea une el barrio de Almanjáyar y el de Zaidín, aunque el trazado por el centro es muy diferente al del resto de líneas de la ciudad. La línea tiende a utilizar en varios puntos calles interiores en lugar de avenidas principales.
Se inicia en la urbanización Parque Nueva Granada para recorrer Almanjáyar. En el entorno de la plaza de toros se desvía por calles interiores, parando en el Hospital Universitario Virgen de las Nieves. Coincide con el resto de líneas en la avenida de la Constitución para volver a desviarse a través de calles del centro hasta incorporarse al Camino de Ronda, desde donde continúa hacia el Zaidín. Finaliza en la calle Palau y Quer, junto al C.C. Carrefour, o en la Calle Beethoven. La línea se acerca mucho al término municipal de Armilla en su tramo final.
Tiene enlace con el Metropolitano de Granada en la estación de Alcázar Genil.